# Antidaphne schottii
Antidaphne schottii är en sandelträdsväxtart som först beskrevs av August Wilhelm Eichler, och fick sitt nu gällande namn av J. Kuijt. Antidaphne schottii ingår i släktet Antidaphne och familjen sandelträdsväxter. Inga underarter finns listade i Catalogue of Life.